# ادیسه (مینی‌سریال)
ادیسه (انگلیسی: The Odyssey) یک مینی‌سریال ماجراجویی آمریکایی است که در سال۱۹۹۷ منتشر شد. این سریال بر پایهٔ ادیسه هومر، در دو قسمت ساخته شد.

## بازیگران
- آرماند آسانته در نقش اودیسئوس
- گرتا اسکاکی در نقش پنلوپه
- جرالدین چاپلین
- یرون کرابه در نقش آلکینوئوس
- کریستوفر لی در نقش تیرسیاس
- ایرنه پاپاس
- برنادت پیترز در نقش کیرکه
- مایکل جی. پولارد
- اریک رابرتس
- ایزابلا روسلینی در نقش آتنا
- ونسا ال. ویلیامز در نقش کالوپسو
- نیکلاس کلی در نقش منلائوس
- پالوما بائسا
- هیثکات ویلیامز لائوکوئون
- ورنن دابچف در نقش ایژیپتوس
- مایلز اندرسون صدای پوزئیدون
- اَلن استنسن در نقش تلماخوس
- اَلن اسمیتی در نقش پریاموس پادشاه تروآ
- جاش مک‌گوایر در نقش تلماخوس
- راجر بیتس در نقش هرمس
- درک لی در نقش هکتور
- یورگو وُیادزیس در نقش آگاممنون
- ریچارد تروئت در نقش آشیل
- تونی ووگل در نقش ائومایوس
- کیتی کار در نقش ناوسیکائا
- رِید آساتو در نقش پولیفموس